# Lasioglossum percrassiceps
Lasioglossum percrassiceps är en biart som först beskrevs av Cockerell 1931.  Lasioglossum percrassiceps ingår i släktet smalbin, och familjen vägbin. Inga underarter finns listade i Catalogue of Life.